# Šestiočkovití
Šestiočkovití (Dysderidae) je čeleď pavouků rozšířená především v Eurasii. Několik druhů se vyskytuje také v severní Africe a Jižní Americe a jeden (Dysdera crocata, šestiočka velká) se z Evropy rozšířil do celého světa.

## Popis
Šestiočky, jak už napovídá jejich český název, mají pouze šest očí uspořádaných do půlkruhu podobně jako u příbuzné čeledi segestrovitých (Segestriidae), od které se však liší mimo jiné postavením nohou, kdy dopředu směřují pouze první dva páry nohou, u segestrovitých jsou to první tři páry. Jedná se o haplogynní pavouky, tj. pohlavní otvor samiček není krytý sklerotizovanou destičkou (epigynou). Typickým zbarvením je rezavohnědá hlavohruď a světlý zadeček.
Čeleď obsahuje přes dvacet rodů a přibližně 530 druhů, z nichž polovina patří do rodu Dysdera a třetina do rodu Harpactea. Několik zástupců těchto dvou rodů se vyskytuje i na území České republiky.
Aktivní jsou převážně v noci, živí se různými druhy hmyzu. Někteří zástupci rodu Dysdera se specializují na lov suchozemských stejnonožců (stínek a svinek), k čemuž mají uzpůsobené chelicery a vyvinuli také různé taktiky k překonání obranných mechanismů stínek.